# احسان عبدی‌پور
احسان عبدی‌پور (زادهٔ ۱۸ آبان ۱۳۵۹ در بوشهر) کارگردان و فیلم‌نامه‌نویس اهل ایران است.

## فیلم‌شناسی

### کارگردان
- میجر (۱۳۹۸)
- گرانباری (مجموعه تلویزیونی،توقف ساخت، شبکه پنج)
- آرماندو (مجموعه تلویزیونی،شبکه یک) (۱۳۹۶)
- تیک آف (۱۳۹۴)
- پاپ (۱۳۹۲)
- تنهای تنهای تنها (۱۳۹۱)
- همسنگار (۱۳۹۰)
- افسانه ۹۸ (فیلم تلویزیونی) (۱۳۸۹)
- بچه های بیش فعال

### نویسنده
- تیک آف (۱۳۹۴)
- پاپ (۱۳۹۲)
- تنهای تنهای تنها (۱۳۹۱)
- همسنگار (۱۳۹۰)
- افسانه ۹۸ (فیلم تلویزیونی)(۱۳۸۹)

### اجرا
- کتاب باز (فصل پنجم) (شبکه نسیم)
- اکنون (اجرای سفرنامه‌های ویدیویی) (فیلیمو)

## جوایز و افتخارات
| سال  | جشنواره                                                   | بخش              | اثر              | نتیجه             | منبع |
| ---- | --------------------------------------------------------- | ---------------- | ---------------- | ----------------- | ---- |
| ۱۳۹۳ | سیزدهمین جشنواره بین‌المللی فیلم مقاومت                    | بهترین کارگردانی | تنهای تنهای تنها | دیپلم افتخار      |      |
| ۱۳۹۲ | بیست و هفتمین جشنواره بین‌المللی فیلم‌های کودکان و نوجوانان | بهترین کارگردانی | تنهای تنهای تنها | برنده پروانه زرین |      |